# روني مارتنز
روني ماتنز ، من مواليد 22 ديسمبر 1958 ، لاعب كرة قدم بلجيكي سابق.
لعب مع منتخب بلجيكا لكرة القدم.

## روابط خارجية
- روني مارتنز على موقع الاتحاد الأوربي (الإنجليزية)
- روني مارتنز على موقع الاتحاد البلجيكي (الإنجليزية)
- روني مارتنز على موقع قاعدة بيانات كرة القدم.إي يو (الإنجليزية)
- روني مارتنز على موقع عالم كرة القدم.نت (الإنجليزية)